# Pseudoleptus tridens
Pseudoleptus tridens är en spindeldjursart som beskrevs av Baker och James P. Tuttle 1972. Pseudoleptus tridens ingår i släktet Pseudoleptus och familjen Tenuipalpidae. Inga underarter finns listade i Catalogue of Life.